# トスコ
トスコは、日本の麻紡績メーカー。近年は伊藤忠グループの支援でDPF事業を強化していた。

## 沿革
- 1918年3月5日　郷誠之助が設立委員長となり東洋麻糸紡績として設立
- 1945年　商号を東洋繊維に変更
- 1955年7月31日　店頭公開
- 1961年9月30日　東証2部に新規上場
- 1985年7月1日　商号をトスコに変更
- 2008年5月30日　会社更生法申請
- 2008年7月1日　上場廃止
- 2010年2月　資本金25億36百万円の100％減資を実施。新資本金10百万円
- 2014年4月3日　更生手続終結